# Boulengerella
Genre
Boulengerella est un genre de poissons téléostéens de la famille des Ctenoluciidae et de l'ordre des Characiformes. Le genre Boulengerella comprend plusieurs espèces de poissons américains qu'on trouve notamment en Amérique du Sud, dans le bassin de l'Amazone, de l'Orénoque et les rivières du bouclier guyanais. 
Ce genre a été baptisé en l'honneur de George Albert Boulenger, zoologiste britannique d'origine belge, à qui l'on doit la dénomination de 1 096 espèces de poissons.

## Liste des espèces
Selon FishBase (17 juin 2015):
- Boulengerella cuvieri - (Spix and Agassiz, 1829)
- Boulengerella lateristriga - (Boulenger, 1895)
- Boulengerella lucius - (Cuvier, 1816)
- Boulengerella maculata - (Valenciennes in Cuvier and Valenciennes, 1850)
- Boulengerella xyrekes - Vari, 1995